# Jean-Claude Ricci
Pour les articles homonymes, voir Ricci.
 (juillet 2023).
Jean-Claude Ricci, né le 11 janvier 1947 à Marseille (Bouches-du-Rhône), est un juriste français, spécialiste de droit public. Professeur des universités, il a été directeur de l'Institut d'études politiques d'Aix-en-Provence de 1996 à 2006.

## Biographie

### Jeunesse et études
Jean-Claude Ricci suit des études de droit. Il est titulaire d'un DES de droit public et d'un DES de science politique. Il est docteur en droit. Il a été reçu à l'agrégation de droit public.

### Parcours professionnel
Il est rédacteur en chef et éditorialiste de la Revue de la recherche juridique de 1972 à 1997 et chroniqueur dans plusieurs revues juridiques.
Il est cofondateur en 1984 de l'Institut Portalis avant d'en devenir Directeur de 1987 à 2000 et Directeur Honoraire .
Il a exercé les fonctions de vice-président de l'Université Aix-Marseille III (1988-1993) et de vice-doyen de la Faculté de droit d'Aix (1983-1989).
De 1996 à 2006, il a été directeur de l'Institut d'études politiques d'Aix-en-Provence (IEP). Il crée dès 2002 une classe préparatoire au concours de l'IEP réservée à une promotion d'élèves issus de ZEP dans un esprit d'ouverture des études à tous au sein de l'Académie d'Aix-Marseille. 
Il enseigne à l'université d'Aix-Marseille jusqu'à sa retraite en 2015.

## Prises de positions
Le 16 mars 2013, il se prononce contre l'adoption de la loi ouvrant le mariage aux couples de même sexe en signant une pétition de 170 professeurs et maîtres de conférences en droit des universités françaises. Les signataires considèrent que cette loi entre en contradiction avec la souveraineté des pays liés à la France par convention bilatérale et a un impact sur les traités internationaux ratifiés par la France.
En 2020, il fait partie des signataires de l'appel pour l'indépendance et l'impartialité de la CEDH.

## Distinctions
- Officier de l'Ordre mérite national sénégalais
- Chevalier de l'Ordre du mérite national français
- Commandeur dans l'ordre des palmes académiques

## Liste des principaux travaux et des publications d'ouvrages
- Les mercredis de Paul VI, analyse de contenu, PUF, 1974.
- Le pouvoir discrétionnaire de l'administration fiscale, Thèse, Presses universaitaires d'Aix-Marseille, 1977, préface de Charles Debbasch.
- Institutions et droit administratifs, PUF, Thémis.
- Droit constitutionnel et institutions politiques, Économica.
- La Cinquième République, Économica.
- Droit administratif des biens, Thémis.
- Droit des collectivités territoriales, PUF, Thémis.
- Droit de la culture, Dalloz.
- Contentieux administratif, Dalloz.
- Introduction au droit, Hachette, « Les Fondamentaux ».
- Droit administratif, Hachette, « Les Fondamentaux ».
- Mémento de la jurisprudence administrative, Hachette, série « Les Fondamentaux ».